# Pěna dní (muzikál)
Pěna dní je český muzikál vytvořený podle stejnojmenné novely Borise Viana. Hudbu složil Milan Svoboda na libreto Jana Vedrala. Premiéru měl v divadle ABC 12. února 1994. Tento muzikál se stal prvním z řady muzikálů 90. let 20. století, mnoho jeho tvůrců se uplatnilo později i v dalších muzikálech.

## Děj
Mladý Colin je šťastný, má přátele a dostatek peněz. Jediné, co mu chybí je láska. Na večírku u přátel se ale seznámí s dívkou Chloe, zamilují se do sebe a vezmou se.
Krátce po svatbě dívka onemocní nevyléčitelnou chorobou. Na léčení padnou všechny peníze i úsilí a zdraví Colina, ale dívka stejně umírá. Umírají i jejich přátelé. Dokonce i malá myš, která je doprovází jako dobrý duch, radující se původně z jejich štěstí, se jde dát sežrat kočce. Když si zdrcený Colin jde postěžovat ke Kristu, dozví se od něj, že jeho utrpení není nic proti visení na kříži.

## Obsazení
- Colin: Janek Ledecký
- Chloe: Sabina Laurinová
- Kočka, uklízeč ledu, vetešník: Vilém Čok
- Myš: Jana Paulová
- Chick: Tomáš Trapl
- Alisa: Yvetta Blanarovičová
- Nicolas: Jiří Ornest
- Isis: Radana Herrmannová
- Jean Sol Partre, Ježíš Kristus: Kamil Střihavka
- Šašci: Otakar Brousek ml., Jan Szymik